# Henri Planchat
Mathieu Henri Planchat, né le 8 novembre 1823 à La Roche-sur-Yon, fusillé le 26 mai 1871 au cours du massacre de la rue Haxo à la fin de la Semaine sanglante de la Commune de Paris, est un prêtre catholique français membre de la Congrégation des Religieux de Saint Vincent de Paul. Reconnu martyr de la foi par le pape François, il est proclamé bienheureux le 22 avril 2023.

## Biographie

### Formation
Henri Planchat naît dans une famille pieuse, dont le père est magistrat. Celui-ci est ensuite envoyé en poste à Chartres, à Lille puis nommé président du Tribunal d'Oran en Algérie. Malgré l'éloignement de sa famille, le jeune Henri poursuit à partir de 1837 ses études au collège Stanislas de Paris où il reste trois ans, puis les poursuit au collège de l'abbé Poiloup à Vaugirard, alors quartier périphérique en dehors de Paris. Il fait ses études de droit, comme le voulait son père, mais à peine son diplôme d'avocat en poche, il entre au séminaire d'Issy-les-Moulineaux.
Durant ses études de théologie, il participe à l'une des Conférences de la Société de Saint-Vincent-de-Paul présidée par Jean-Léon Le Prevost. C'est ainsi qu'il fait la connaissance de l'Institut des Frères de Saint-Vincent-de-Paul, fondé par Le Prevost en 1845, et qu'il découvre sa vocation. Il s'occupe alors des pauvres, de la bibliothèque de la paroisse et collabore au patronage des Frères de Saint-Vincent-de-Paul. Il est ordonné prêtre le 21 décembre 1850. Il se présente trois jours plus tard devant Le Prevost pour être accueilli en tant que premier prêtre au sein de la nouvelle congrégation qui ne comptait jusqu'alors que des frères.

### Aumônier à Paris
Il s'investit à Grenelle et Vaugirard dont les populations se montrent souvent hostiles aux prêtres. Après un séjour en Italie, il revient en avril 1853, il s'occupe du patronage Notre-Dame de Grâces actif dans la formation des garçons, tout en continuant à visiter les malades et assister les pauvres. Le succès de son action pastorale provoque toutefois la susceptibilité du curé de la paroisse Saint Jean-Baptiste de Grenelle. Pour calmer les choses, son supérieur, M. Le Prevost, l'envoie deux ans à Arras assister l'abbé Halluin qui dirige un orphelinat avec des ateliers d'apprentissage.
De retour à Paris en 1863, il est désigné comme aumônier du Patronage Sainte-Anne dont les Frères de Saint-Vincent-de-Paul ont pris la direction en mars 1862, sur les instances de M. Decaux, nouveau président des Conférences de Paris et ami intime de M. Le Prevost. Cette œuvre, fondée et patronnée par la Société de Saint-Vincent-de-Paul, groupe alors près de 300 enfants et jeunes gens, mais se trouve dans l’impossibilité de prendre son plein essor. Confinée dans le rez-de-chaussée d’une modeste maison, au 81 rue de la Roquette, elle ne dispose ni de locaux suffisants, ni surtout de chapelle. Il installe le Patronage Sainte-Anne dans de nouveaux locaux, rue des Bois: salles de jeux, gymnase, ateliers pour la formation des apprentis et, surtout, une grande chapelle. Près de cinq cents garçons et apprentis qui y sont formés.

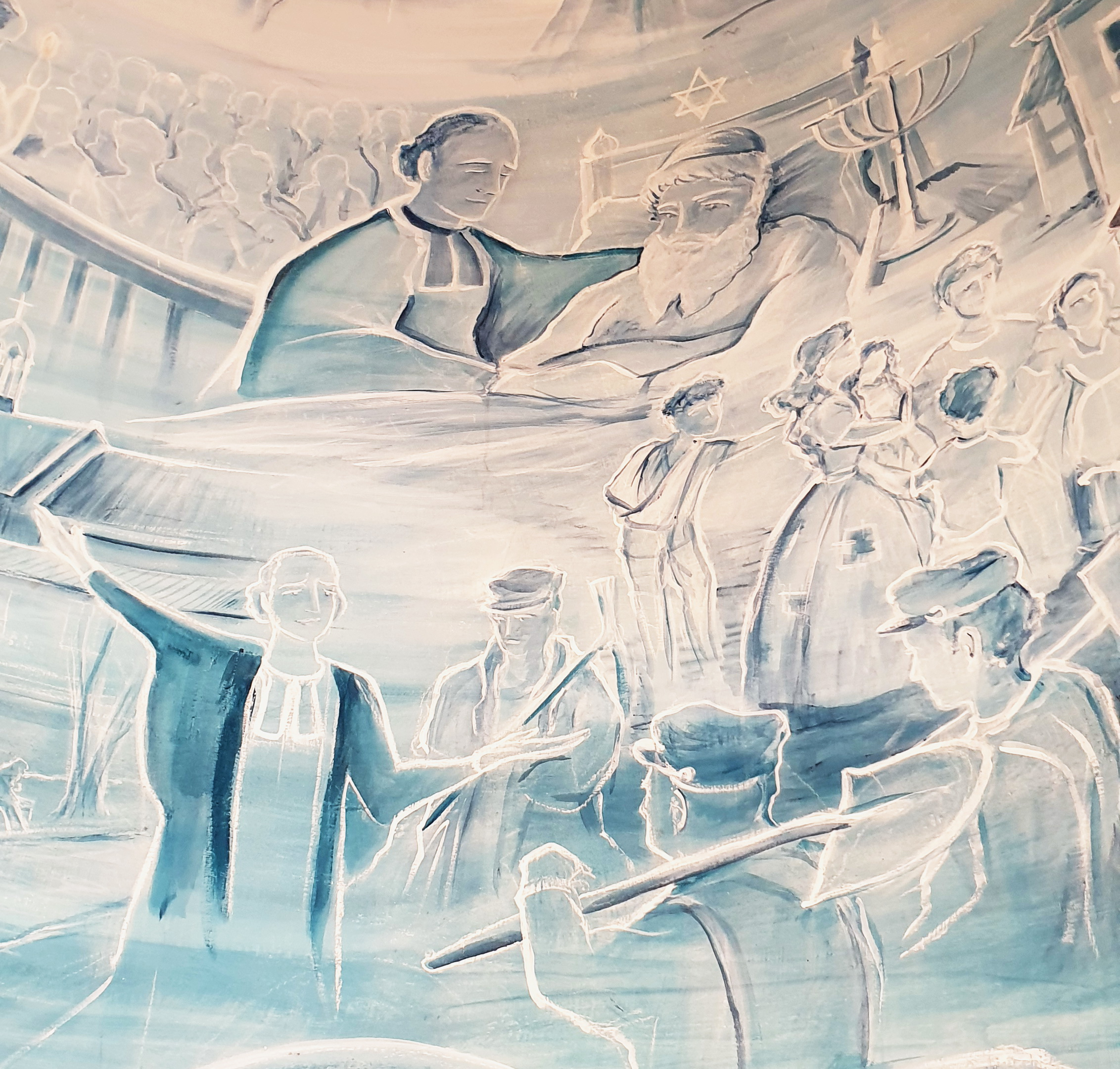
Détail de la fresque qui se trouve au dessus du tombeau de Henri Planchat.

### Durant la guerre de 1870
Lorsque la guerre de 1870 éclate, il s’associe au mouvement patriotique et charitable, suscité par la guerre, en faveur des blessés évacués dans la capitale et des soldats chargés de sa défense. Sollicité par M. Decaux, président de la Société de Saint-Vincent-de-Paul, il établit une ambulance dans son œuvre. Dès la mi-septembre en effet, le quartier de Charonne est envahi par des bataillons de mobiles. Installés dans des baraques de fortune, où ils ne pouvaient guère séjourner que la nuit, ceux-ci erraient le plus souvent, entre les exercices. Il crée alors le Patronage des Mobiles, qui suscite des critiques d'officiers de la Garde nationale.

### Commune de Paris
Bien qu'Henri Planchat soit étranger aux luttes politiques, le jour même du début de l’insurrection de la Commune dans Paris, le 18 mars, une bande d’insurgés envahit le patronage Sainte-Anne sous prétexte d’y saisir des armes. Ils fouillent la maison de fond en comble, mais ils ne trouvent pas d’armes.

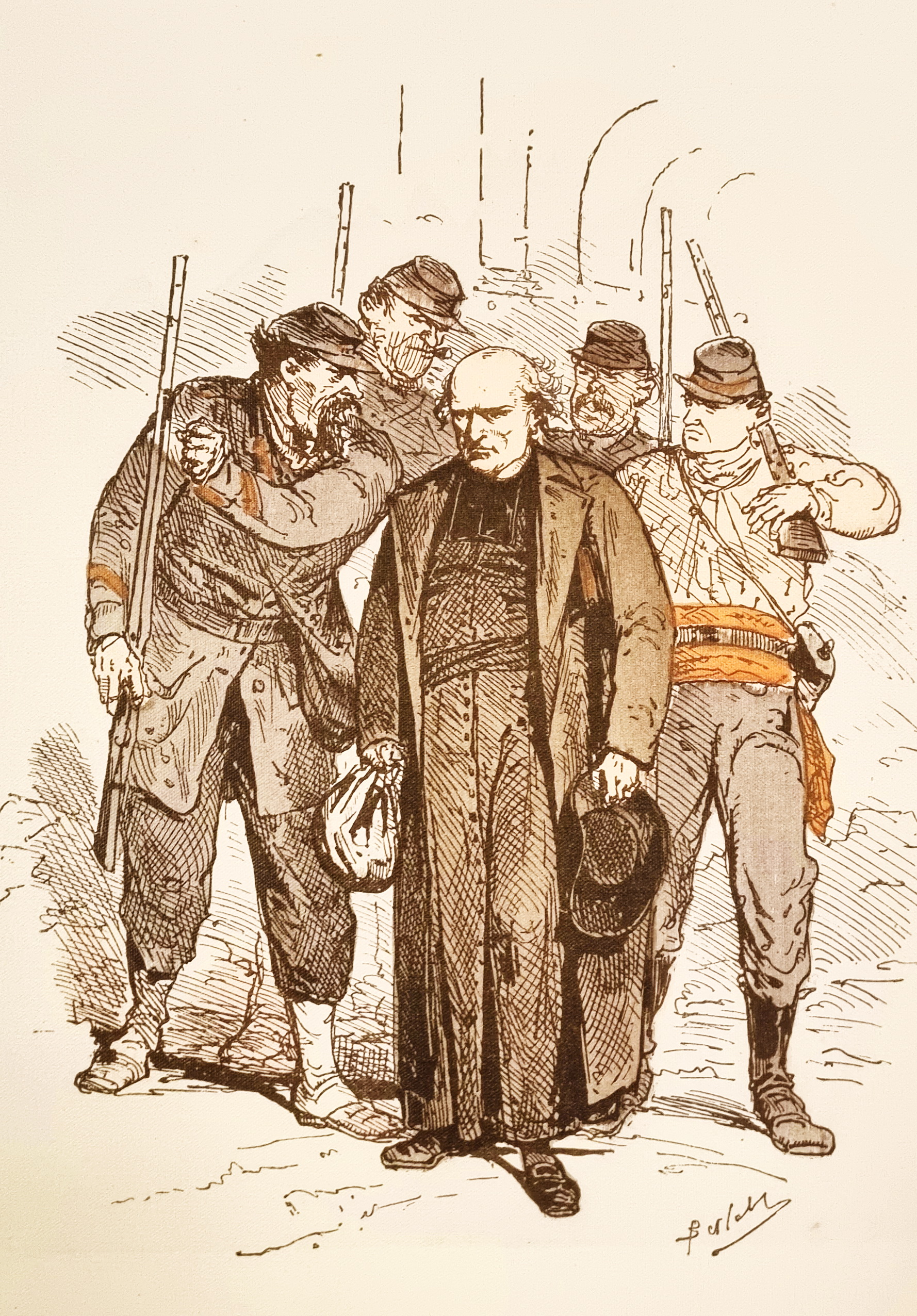
Dessin de Bertal publié dans l'Album du Figaro deuxième édition 1875.

Le Jeudi Saint, 6 avril, un groupe de fédérés pénètre à Sainte-Anne : un commissaire, revolver au poing, lui notifie alors son arrestation. Il est conduit à la mairie du 20e arrondissement où il subit un interrogatoire. Le jour suivant, il est transféré à la Préfecture de Police. Le 13 avril, avec d’autres religieux prisonniers qui l’ont rejoint, il est transféré à la prison Mazas.

### Massacre de la rue Haxo, le 26 mai 1871
Le vendredi 26 mai, les combats deviennent plus intenses entre les Versaillais qui ont gagné presque tous les quartiers et les fédérés qui se replient sur les derniers bastions et barricades. Au début de l’après-midi, le Père Planchat, avec neuf autres ecclésiastiques et une quarantaine de civils sont extraits de la prison par le Colonel Émile Gois et conduits de la prison de la Grande Roquette, à travers les rues de Belleville, jusqu’à la Villa Vincennes, au 85 rue Haxo. Au long du chemin, des voix dans la foule les accueillent avec des injures et des cris de mort.
Ils sont finalement amenés dans la cour du quartier-général de la garde nationale de la rue Haxo. Les otages sont fusillés dix par dix, en dépit de l'opposition de plusieurs dirigeants de la Commune présents sur les lieux, notamment Varlin et Vallès. Les exécutions durent environ un quart d'heure, pendant lequel le désordre est extrême.
Le Père Planchat figure parmi les morts. Ses restes reposent au sanctuaire de l'église Notre-Dame-de-la-Salette de Paris dans le 15e arrondissement de Paris.

## Vénération

### Béatification

#### Reconnaissance du martyre

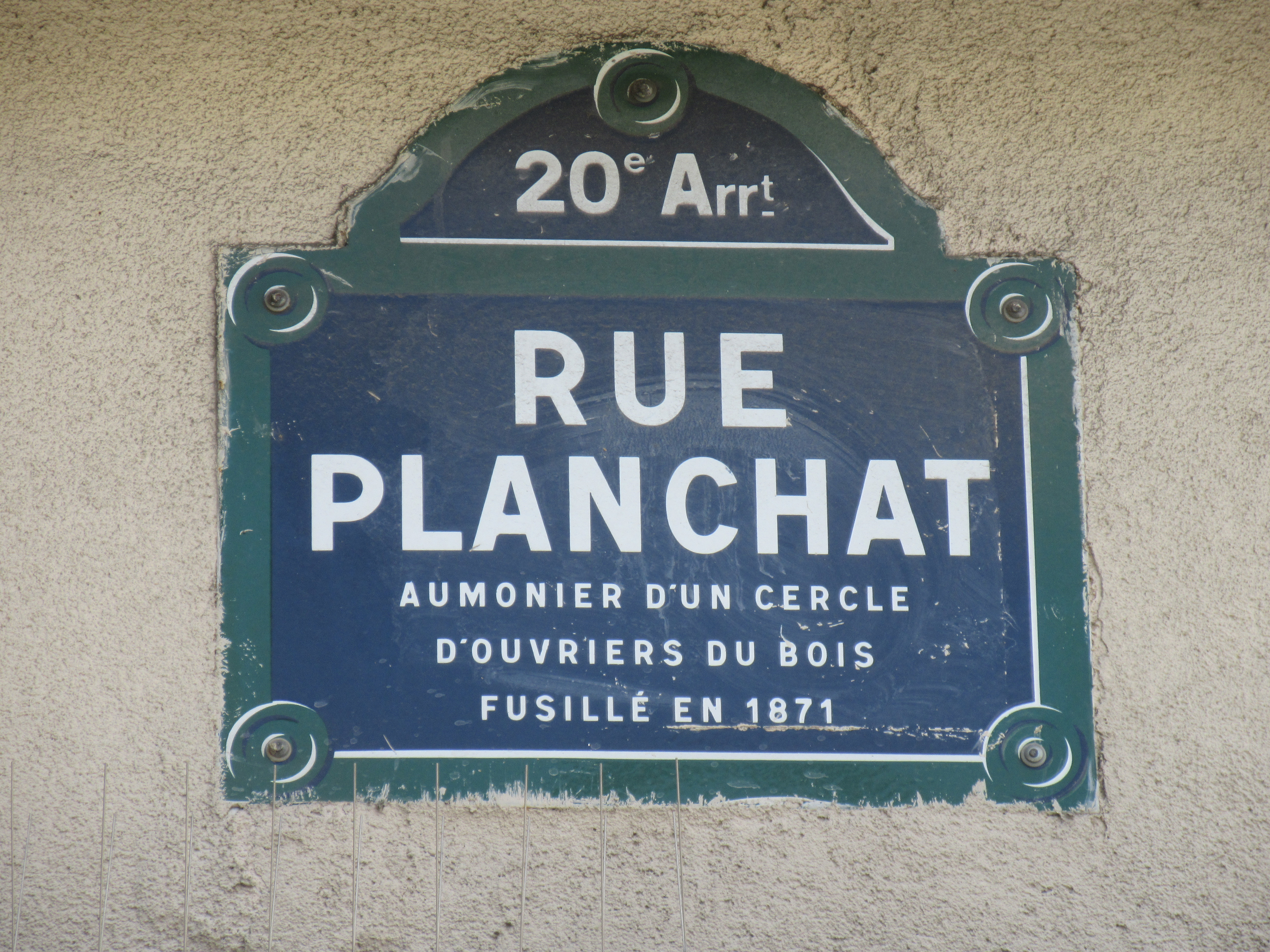

Après son décès, la réputation de martyr du Père Planchat se diffuse rapidement. La ville de Paris rebaptise une partie de la rue des Bois, dans Charonne, en rue Père Henri-Planchat dans le 20e arrondissement de Paris.
En 1897, s'ouvre à Paris la phase diocésaine du procès en béatification. Après avoir été introduite à Rome en 1964, cette cause a finalement reçu le vote unanime des consulteurs de la Congrégation pour les Causes des Saints le 22 octobre 2020.

#### Béatification
Le 25 novembre 2021, le pape François reconnaît la mort en martyr du Père Planchat et de 4 autres prêtres parisiens morts pendant la Commune, les picpuciens Ladislas Radigue, Polycarpe Tuffier, Marcellin Rouchouze et Frézal Tardieu, et signe le décret de leur béatification.
Ils sont solennellement proclamés bienheureux au cours d'une messe célébrée en l'église Saint-Sulpice de Paris le 22 avril 2023,.